# Liste der Kulturgüter in Teufenthal
Die Liste der Kulturgüter in Teufenthal enthält alle Objekte in der Gemeinde Teufenthal im Kanton Aargau, die gemäss der Haager Konvention zum Schutz von Kulturgut bei bewaffneten Konflikten, dem Bundesgesetz vom 20. Juni 2014 über den Schutz der Kulturgüter bei bewaffneten Konflikten sowie der Verordnung vom 29. Oktober 2014 über den Schutz der Kulturgüter bei bewaffneten Konflikten unter Schutz stehen.
Objekte der Kategorie A sind im Gemeindegebiet nicht ausgewiesen, Objekte der Kategorie B sind vollständig in der Liste enthalten, Objekte der Kategorie C fehlen zurzeit (Stand: 1. Januar 2023). Unter übrige Baudenkmäler sind weitere geschützte Objekte zu finden, die in der Bau- und Nutzungsordnung der Gemeinde verzeichnet und nicht bereits in der Liste der Kulturgüter enthalten sind.

## Kulturgüter
| Foto |                                                                                | Objekt                                               | Kat. | Typ | Standort                                  | Beschreibung |
| ---- | ------------------------------------------------------------------------------ | ---------------------------------------------------- | ---- | --- | ----------------------------------------- | --- |
| ja   | Datei hochladen · Wikidata zu Gasthaus zur Herberge (Q29580864)                | Gasthaus zur Herberge KGS-Nr.: 15823                 | B    | G   | Wynentalstrasse 9a 651076 / 242354        | 1795 erbautes Gasthaus. Sechsachsiges doppelgeschossiges Gebäude unter Walmdach; durch Lisenen in jeder zweiten Achse gegliedert.               |
| BW   | Datei hochladen · Wikidata zu Wohnhaus und Scheune (Q56220686)                 | Wohnhaus und Scheune KGS-Nr.: 15824                  | B    | G   | Dorfstrasse 4, 4.1 651154 / 242257        | 1797 erbautes bäuerliches Wohnhaus mit angebauter Scheune. Zweigeschossiger Putzbau mit gequaderten Ecklisenen unter Krüppelwalmdach mit Ründe. |
| ja   | Datei hochladen · Wikidata zu Schloss Trostburg (Q106088538)                   | Schloss Trostburg KGS-Nr.: 15825                     | B    | G   | Schlossgasse 24a 651385 / 242391          | 1494 für Hans von Hallwyl erbautes Schloss im spätgotischen Stil. Turmähnlicher, gegen aussen abgerundeter Mauerbau unter steilem Dach.         |
| BW   | Datei hochladen · Wikidata zu Speicher (Q29580869)                             | Speicher KGS-Nr.: 15826                              | B    | G   | Alte Landstrasse 15 652355 / 241941       | Zweigeschossiger Getreidespeicher in Ständerbauweise unter Walmdach.                                                                            |
| ja   | Datei hochladen · Wikidata zu Trostburg, mittelalterliche Burgruine (Q1701908) | Trostburg, mittelalterliche Burgruine KGS-Nr.: 15827 | B    | F   | Schlossgasse 24a.1, 24a.2 651401 / 242390 | Ruinen der ursprünglichen Höhenburg des 13. Jahrhunderts. Einzelne Mauern am Rand des Burghügels sowie Bergfried auf Molassefelsen.             |

## Übrige Baudenkmäler
| ID | Foto |                 | Objekt            | Typ | Standort                          | Beschreibung |
| -- | ---- | --------------- | ----------------- | --- | --------------------------------- | ------------ |
| 12 | BW   | Datei hochladen | Grazihof          | G   | Niedenthalstrasse 652355 / 241943 |              |
| 81 | BW   | Datei hochladen | Speicher          | G   | Schlossgasse 651297 / 242440      |              |
| 86 | BW   | Datei hochladen | Haus Eichenberger | G   | Trostburg 651404 / 242404         |              |

Legende: Siehe Legende der Liste der Kulturgüter von nationaler und regionaler Bedeutung. Anstelle der KGS-Nummer wird als Objekt-Identifikator (ID) die Inventar- oder Gebäudenummer in der Bau- und Nutzungsordnung der Gemeinde verwendet.